# Hopea hainanensis
Hopea hainanensis är en tvåhjärtbladig växtart som beskrevs av Elmer Drew Merrill och Chun. Hopea hainanensis ingår i släktet Hopea och familjen Dipterocarpaceae. Inga underarter finns listade i Catalogue of Life.